# مارینو، لاتسیو
مارینو، لاتسیو (به ایتالیایی: Marino, Lazio) یک کومونه در ایتالیا است که در استان رم واقع شده‌است.

## خصوصیات
مارینو، لاتسیو ۲۶٫۱۰ کیلومترمربع مساحت و ۳۹٬۴۳۰ نفر جمعیت دارد و ۳۶۰ متر بالاتر از سطح دریا واقع شده‌است.

## خواهرخوانده
شهرهای Neukölln، ایسکیا، بولونیه-بیانکور، Paterna، ایروینگ، تگزاس و Naupactus خواهرخوانده‌های مارینو، لاتسیو هستند.